# Servicio Nacional de Geología y Minería
Der Servicio Nacional de Geología y Minería (SERNAGEOMIN) ist der Geologische Dienst von Chile. Die Leitung der Behörde befindet sich in Santiago de Chile.

## Aufgaben
Der Servicio Nacional de Geología y Minería (deutsch etwa: „Nationaler Geologie- und Bergbaudienst“) ist die staatliche Institution in Chile, die mit der Erhebung, Aktualisierung und Verbreitung von Informationen über die geologischen Rahmenbedingungen des Landes befasst ist sowie die geologischen Ressourcen im Dienste des Landes erkundet und für die Bevölkerung Vorsorgemaßnahmen zum Schutz vor geophysikalischen Gefahrenpotenzialen entwickelt.
Zudem obliegt ihr die Förderung des Bergbaus sowie eine Regelbefugnis und Überwachungsfunktion bei bergrechtlichen Sachverhalten in Hinsicht auf Sicherheit, Eigentum und Stilllegungsplänen.

## Geschichte
Im Jahr 1957 nahm das Instituto de Investigaciones Geológicas (IIG, deutsch etwa: „Institut für geologische Forschungen“), der erste Geologische Dienst des Landes, seine Tätigkeit auf. 1981 entstand aus der Fusion von Servicio de Minas del Estado (SERMINAS, Staatlicher Bergbaudienst) mit dem Instituto de Investigaciones Geológicas der heutige Geologische Dienst SERNAGEOMIN.

## Gliederung

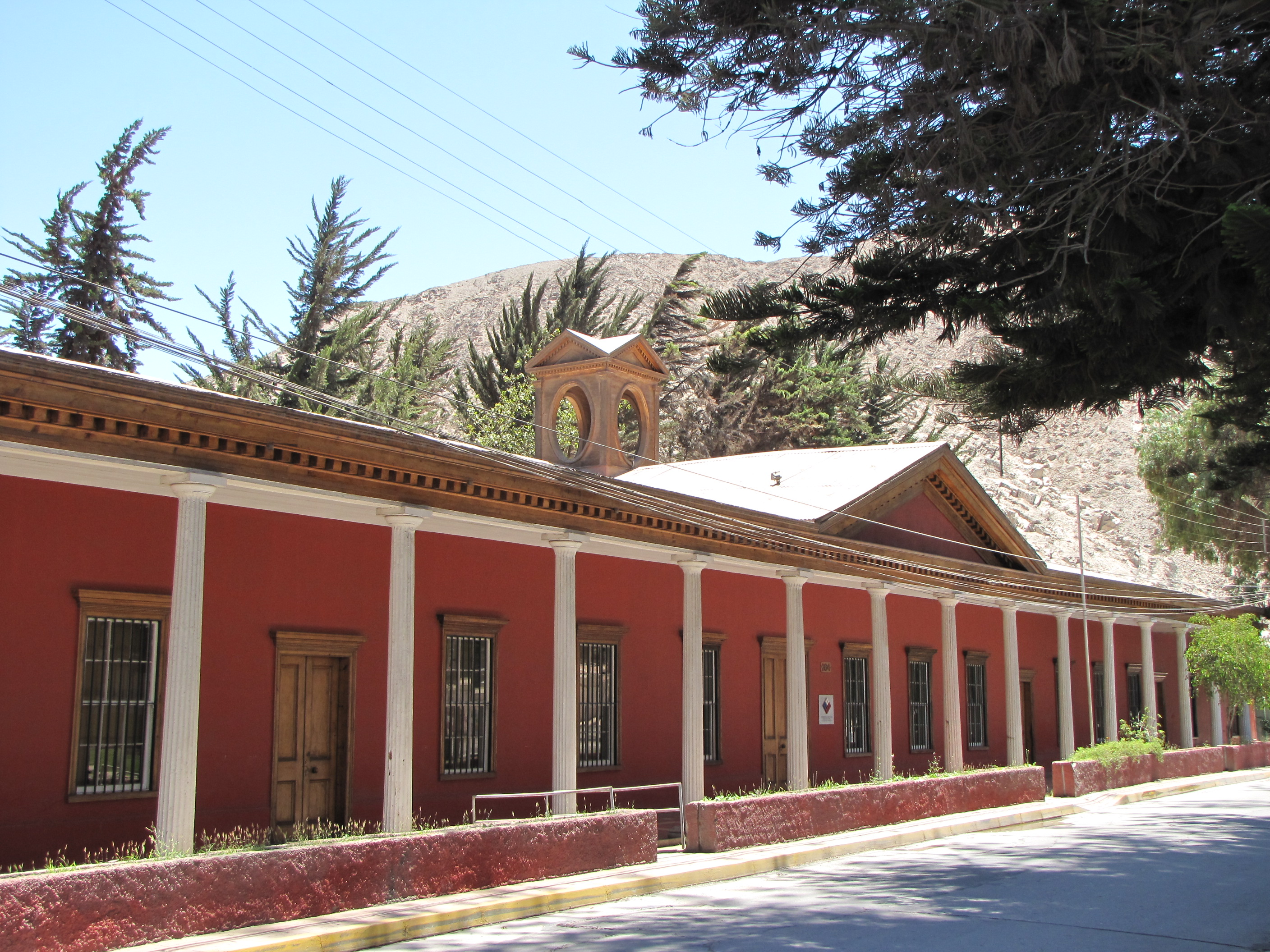
Dienstbereich in Copiapó

Der Geologische Dienst Chiles unterhält in mehreren Städten und administrativen Regionen insgesamt 11 regionale Dienststellen:
- Arica – Región de Arica y Parinacota
- Iquique – Región de Tarapacá
- Antofagasta – Región de Antofagasta
- Copiapó – Región de Atacama
- La Serena – Región de Coquimbo
- Quilpué, Centro – Región de Valparaíso und benachbarte Regionen
- Rancagua – Región del Libertador General Bernardo O’Higgins
- Talca – Región del Maule
- Concepción, Sur – Región del Biobío und benachbarte Regionen
- Valdivia – Región de Los Ríos
- Punta Arenas – Región de Magallanes y de la Antártica Chilena

Hinzu kommen vier Zentralbüros in der Metropolregion. Ferner existieren zwei technische Niederlassungen in Coyhaique und Puerto Varas.
Das 1992 gegründete Vulkanologische Observatorium der südlichen Anden (OVDAS, Observatorio Volcanológico de los Andes del Sur) befindet sich in Temuco.
Der Geologische Dienst Chiles unterhält in Providencia eine öffentliche Fachbibliothek, deren Sammlungsschwerpunkt auf den Themenfeldern Geologie und Bergbau in Chile liegt. Sie wurde 1957 gegründet und war damals Teil des Instituto de Investigaciones Geológicas, der Vorgängerinstitution von SERNAGEOMIN.

## Periodika (Auswahl)
- Revista geológica de Chile: publicación de Servicio Nacional de Geología y Minería (1974 (Vol. 1) bis 2008 (Vol. 35)), ISSN 0716-0208[5]
- Andean Geology (seit 2009 (Vol. 36)), ISSN 0718-7106[6]
- Boletín Oficial de Minería, BOM
- Informes con Antecedentes de Minas, ENAMI